# Lasko – Die Faust Gottes/Episodenliste
Diese Episodenliste enthält alle Episoden der deutschen Actionserie Lasko – Die Faust Gottes sortiert nach der deutschen Erstausstrahlung. Die Serie umfasst zwei Staffeln mit 15 Episoden.

## Staffel 1
Die Erstausstrahlung der ersten Staffel war vom 18. Juni bis zum 29. Juli 2009 auf dem österreichischen Free-TV-Sender ORF 1 zu sehen. Im Durchschnitt sahen insgesamt etwa 3,36 Millionen Zuschauer die Serie, was einem Marktanteil von 13,0 % beim Gesamtpublikum entspricht. Eine weitere deutschsprachige Ausstrahlung sendete der deutsche Free-TV-Sender RTL vom 18. Juni bis zum 30. Juli 2009.
| Nr. (ges.) | Nr. (St.) | Originaltitel     | Zusammenfassung | Erstausstrahlung Österreich |
| ---------- | --------- | ----------------- | --- | --------------------------- |
| 1          | 1         | Flug 691          | Eine Boeing 737 wird auf dem Flug vom Sudan nach Deutschland von bewaffneten Terroristen entführt. Lasko und Gladius werden zufälligerweise Zeugen der Notlandung des Flugzeugs. Lasko geht in das Flugzeug, noch bevor die Polizei eintrifft. | 18. Juni 2009               |
| 2          | 2         | Der Weg nach Rom  | Der Bischof Renaud ist auf dem Weg nach Rom, um einen vertraulichen Bericht über die Geheimloge Ares abzugeben. Doch diese erfahren davon und versuchen zu verhindern, dass Bischof Renaud mit dem Bericht in Rom ankommt. Nach einem Attentat sollen ihn Lasko und Gladius beschützen.                                                               | 25. Juni 2009               |
| 3          | 3         | Die Wolfsschlucht | Eines Nachts taucht Ivana mit ihrem kleinen Sohn Aljoscha am Kloster auf. Sie überredet Lasko ihren Sohn Aljoscha aufzunehmen. Dann fährt sie weg, und wird verschleppt. Lasko versucht mit Gladius herauszufinden, vor wem Ivana auf der Flucht war und wohin sie verschleppt wurde.                                                                 | 2. Juli 2009                |
| 4          | 4         | Der Fluch         | Ein alter Freund bittet Lasko um Hilfe, da in einem kleinen Dorf seit einiger Zeit seltsame Dinge geschehen sollen. Lasko bricht sofort auf, um seinem Freund zu helfen. Doch Lasko wird verfolgt und soll durch einen Ordensbruder umgebracht werden.                                                                                                | 9. Juli 2009                |
| 5          | 5         | Der Verrat        | Quintus wird aus dem Orden Pugnus Dei ausgeschlossen, da er als Verräter und Spion der Geheimloge Ares enttarnt wurde. Im Affekt tötet er den Abt des Klosters. Lasko verfolgt Quintus und versucht, den Abt zu rächen. | 16. Juli 2009               |
| 6          | 6         | Milena            | Der Kleinganove Vic verliert in einer Kurve die Kontrolle über sein Auto, kommt mit seiner Tochter Milena von der Straße ab und landet im Graben. Lasko und Gladius, die am Unfallort vorbeikommen, bringen die beiden Verletzten ins Kloster. Doch etwas später verschwindet Milena aus dem Kloster. Lasko und Gladius gehen auf die Suche nach ihr. | 23. Juli 2009               |
| 7          | 7         | Der Ölprinz       | In Berlin werden Lasko und Gladius Zeuge eines Anschlags auf den arabischen Prinzen Jamal al Rashid. Später will der Prinz ein uraltes Schwert vom Orden kaufen – angeblich, um damit einen Bandenkrieg zu beenden. Doch Lasko und Gladius finden etwas anderes heraus.                                                                               | 29. Juli 2009               |

## Staffel 2
Die Erstausstrahlung der zweiten Staffel war vom 21. Oktober bis zum 16. Dezember 2010 auf dem deutschen Free-TV-Sender RTL zu sehen.
| Nr. (ges.) | Nr. (St.) | Originaltitel          | Zusammenfassung | Erstausstrahlung Österreich |
| ---------- | --------- | ---------------------- | --- | --------------------------- |
| 8          | 1         | Das 5. Evangelium      | Lasko und Gladius werden Zeugen wie ein wertvolles Schriftstück gestohlen und Kardinal Farina ermordet wird. Kurz vor seinem Tod hinterließ er noch eine geheime Botschaft, welche entschlüsselt werden muss. Zusammen mit der Vatikanspolizistin Clarissa müssen sie das 5. Evangelium finden, bevor dieses eine weltweite Glaubenskrise auslöst. | 21. Okt. 2010               |
| 9          | 2         | Gegen die Zeit         | Nachdem Michael mit einem verheerenden Gift infiziert wurde und ein Anschlag geplant ist, befinden sich Lasko und seine Gehilfen in einem "Wettlauf gegen die Zeit". | 28. Okt. 2010               |
| 10         | 3         | Schwestern im Glauben  | Nachdem Gladius auf zwei Trickbetrügerinnen hereinfiel und diesen einen kostbaren Dolch ausgehändigte, soll er aus der Glaubensgemeinschaft ausgeschlossen werden. | 4. Nov. 2010                |
| 11         | 4         | Blackout               | Beim Versuch einen Anschlag der Ares-Mitglieder zu vereiteln stürzt Lasko bei einer seinen riskanten Nachforschungen und verliert sein Gedächtnis. Dies alles bevor er die wichtigen Informationen weitergeben kann. | 11. Nov. 2010               |
| 12         | 5         | Clarissas Hochzeit     | Kurz vor ihrer Hochzeit muss Lasko Clarissa mitteilen, dass ihr Zukünftiger ihr offenbar nach dem Leben trachtet. | 25. Nov. 2010               |
| 13         | 6         | Der Verdacht           | Lasko und Gladius entdecken Beweise, dass Abt Georg ein Verräter ist und mit Ares zusammenarbeitet und versuchen dies aufzuklären. | 2. Dez. 2010                |
| 14         | 7         | Der Baum der Vorsehung | Die Regierung beauftragt die Entführung eines ranganischen Jungen. Lasko versucht dies zu verhindern und scheitert, woraufhin er sich auf eine Mission begibt, das Kind wieder zu befreien. | 9. Dez. 2010                |
| 15         | 8         | Todsünden              | Lasko erlebt als Zeuge die Ermordung seines Freundes Simon und beginnt mit der Jagd nach dem Täter. Er stellt dabei fest, dass Simon von einem radikalen Kirchenmann ermordet wurde. | 16. Dez. 2010               |